# Campionato Under-17 (calcio a 5)
Il campionato Under-17 è una competizione calcettistica giovanile. È organizzata dalla Divisione Calcio a 5 e riservata ai ragazzi che non abbiano ancora compiuto il 18º anno di età nell'anno di inizio della stagione sportiva. Il torneo si articola in diversi regionali ognuno dei quali esprime la formazioni che prenderà parte alla fase nazionale ad eliminazione diretta. La prima edizione, giocata nella stagione 2009-10, è stata vinta dal Napoli. A seguito della riforma dei campionati giovanili a partire dalla stagione 2018-19 viene cambiata la denominazione da Allievi Nazionali ad Under-17.

## Albo d'oro
| Stagione  | Vincitore        | Finalista    |
| --------- | ---------------- | ------------ |
| 2009-2010 | RMA Bagnolese    | Vigor Palmi  |
| 2010-2011 | Real Napoli      | Marca        |
| 2011-2012 | Fenice           | Il Ponte     |
| 2012-2013 | Marca            | Futura Brolo |
| 2013-2014 | Napoli           | Roma Torrino |
| 2014-2015 | Acireale         | Napoli       |
| 2015-2016 | Asti             | Partenope    |
| 2016-2017 | Meta             | Roma 3Z      |
| 2017-2018 | Acqua e Sapone   | San Paolo    |
| 2018-2019 | Virtus Aniene 3Z | Fuorigrotta  |
| 2021-2022 | L84              | S.C. Marconi |
| 2022-2023 | Roma             | Giorgione    |
| 2023-2024 | Lazio            | Aosta        |